# Ӡ
Ӡ, ӡ – litera rozszerzonej cyrylicy używana w języku abchaskim. Oznacza dźwięk [ʣ], czyli spółgłoskę zwarto-szczelinową dziąsłową dźwięczną.

## Kodowanie
| Znak                   | Ӡ                                     | Ӡ                                     | ӡ                                          | ӡ                                          |
| ---------------------- | ------------------------------------- | ------------------------------------- | ------------------------------------------ | ------------------------------------------ |
| Nazwa w Unikodzie      | CYRILLIC CAPITAL LETTER ABKHASIAN DZE | CYRILLIC CAPITAL LETTER ABKHASIAN DZE | CYRILLIC SMALL LETTER LETTER ABKHASIAN DZE | CYRILLIC SMALL LETTER LETTER ABKHASIAN DZE |
| Kodowanie              | dziesiątkowo                          | szesnastkowo                          | dziesiątkowo                               | szesnastkowo                               |
| Unicode                | 1248                                  | U+04E0                                | 1249                                       | U+04E1                                     |
| UTF-8                  | 211 160                               | d3 a0                                 | 211 161                                    | d3 a1                                      |
| Odwołania znakowe SGML | &#1248;                               | &#x04E0;                              | &#1249;                                    | &#x04E1;                                   |